# Бодаков, Афанасий Лаврентьевич
Афана́сий Лавре́нтьевич Бодако́в (1911—1989) — подполковник, командир 224-го стрелкового Памирского Краснознаменного ордена Суворова полка 162-й стрелковой Средне-Азиатской Новгород-Северской Краснознаменной ордена Суворова дивизии.

## Биография
Родился 17 января 1911 года в д. Сивцево (ныне — Глинковского района Смоленской области) в семье крестьянина. Русский.
Работал бригадиром и председателем колхоза в деревне Харино Ельнинского района (ныне — Смоленской области). В 1932 году окончил два курса промышленно-экономического техникума.
С 1933 года — в рядах Красной армии. В 1936 году окончил Белорусскую объединённую пехотную школу, в 1941 — ускоренный курс Военной академии имени М. В. Фрунзе.
С марта 1942 года до победы над Германией в Великой Отечественной войне сражался на Северо-Западном, Центральном, 1 и 2-м Белорусских фронтах. Принимал участие в боях на северо-западном участке советско-германского фронта, под Москвой, в Курской битве, освобождении Белоруссии, Польши, разгроме врага на территории Германии. Ранен в 1945 году.
Звание Героя Советского Союза с вручением ордена Ленина и медали «Золотая Звезда» Афанасию Лаврентьевичу Бодакову присвоено 29 июня 1945 года за отвагу, мужество и умелое командование полком при форсировании Одера, захвате и удержании плацдарма на западном берегу реки.
В 1948 году А. Л. Бодаков окончил Военную академию имени М. В. Фрунзе. Служил на различных командных и штабных должностях.  В ноябре 1959 года был уволен из рядов Советской Армии по болезни; полковник запаса. Жил в Саратове.
Умер 14 сентября 1989 года, похоронен в г. Саратове.

## Награды
- Орден Ленина (1945)
- 2 ордена Красного Знамени (1945, 1954)
- Орден Кутузова III степени (1945)
- Орден Отечественной войны I степени (1985)
- Орден Отечественной войны II степени (1944)
- 2 ордена Красной Звезды (1943, 1949)
- Медаль «За боевые заслуги» (1944)
- Медали СССР
- Медаль «Заслуженным на поле Славы» (1946)
- Медаль «За Варшаву» (Польша)
- Медаль «За Одру, Нису и Балтику» (Польша)